# تیان (ترکیب شیمیایی)
تیان (به انگلیسی: Thiane) با فرمول شیمیایی C5H10S یک ترکیب شیمیایی با شناسه پاب‌کم ۹۱۷۴۴ است. که جرم مولی آن ۱۰۲٫۱۹۷۹ گرم بر مول می‌باشد. 